# Funk Island
Funk Island ("Stankeiland") is een klein, onbewoond rotseiland dat deel uitmaakt van de Canadese provincie Newfoundland en Labrador. Het eiland ligt op iets minder dan 60 kilometer ten noordoosten van Newfoundland en is vooral gekend om de grote kolonies van zeevogels die er nestelen. 

## Geschiedenis
De Beothuk-indianen bezochten nog voor de komst van de Europeanen het eiland regelmatig om eieren te verzamelen. Met de komst van de Europeanen volgde een massale jacht op de broedende vogels en hun eieren. Dit leidde onder andere tot het verdwijnen van de plaatselijke broedkolonie van de reuzenalk.

## Vogels
Funk Island is de thuisbasis van meer dan een miljoen zeekoeten, waardoor het de belangrijkste broedplaats van deze soort is aan de westzijde van de Noord-Atlantische Oceaan. Heel wat andere vogelsoorten komen in groten getale naar het kale, granieten eiland om te broeden. Het betreft voornamelijk jan-van-genten, noordse stormvogels, papegaaiduikers, alken, kortbekzeekoeten, drieteenmeeuwen, Amerikaanse zilvermeeuwen en grote mantelmeeuwen.

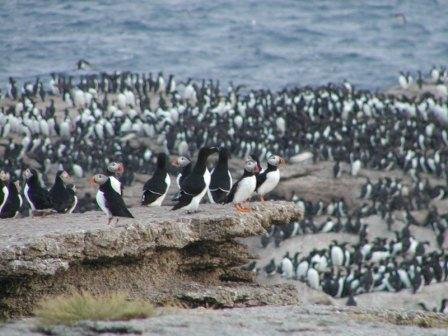
De vogelkolonie van Funk Island